# Synarsis vallata
Synarsis vallata är en stekelart som beskrevs av Paul Dessart 1994. Synarsis vallata ingår i släktet Synarsis och familjen pysslingsteklar. Inga underarter finns listade i Catalogue of Life.